# Europa Democràcia Esperanto
Europa Democràcia Esperanto (EDE) (en esperanto: Eŭropo – Demokratio – Esperanto) és una llista electoral que participa en les eleccions europees. El programa principal del partit és la introducció de l'esperanto com a llengua oficial de la Unió Europea amb la fi de promoure la unitat lingüística de la Unió, segons les conclusions d'un informe de François Grin.

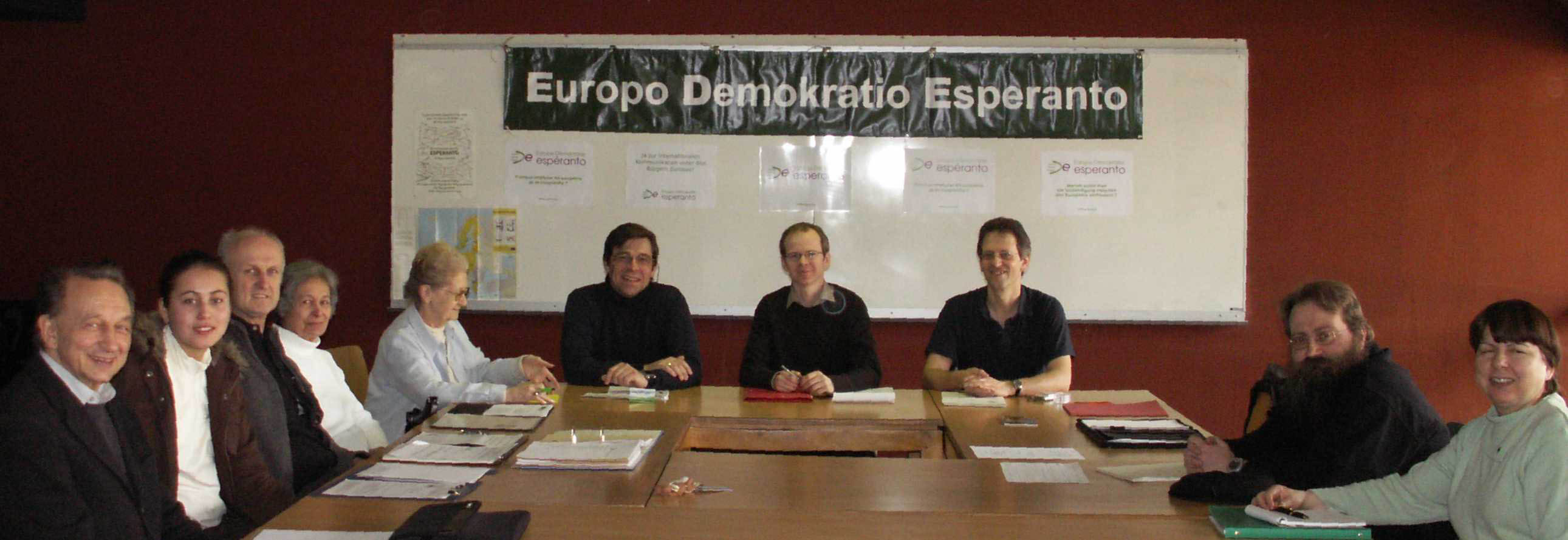
Conferència internacional d'EDE a Estrasburg, 27 de febrer – 1 de març 2009

Amb el nom d'Europa Démocràcia Esperanto, el partit participà per primera vegada en unes eleccions a les Eleccions al Parlament Europeu de 2004, a França. La seva branca alemanya, Europa – Demokratie – Esperanto, no aconsiguí recollir les 4000 firmes necessàries per participar en les eleccions a Alemanya (la candidatura es veié afectada per un començament tardà).
El principal objectiu del partit és la promoció de l'esperanto a la UE. A mitjà termini, pretén implantar l'ensenyament de l'esperanto a les escoles a escala paneuropea, i a llarg termini, pretén l'adopció de l'esperanto per part de la UE com a llengua oficial. Per fer realitat aquest objectiu, EDE aspira a presentar llistes de candidats en tots els països de la UE per les Eleccions al Parlament Europeu de 2009.

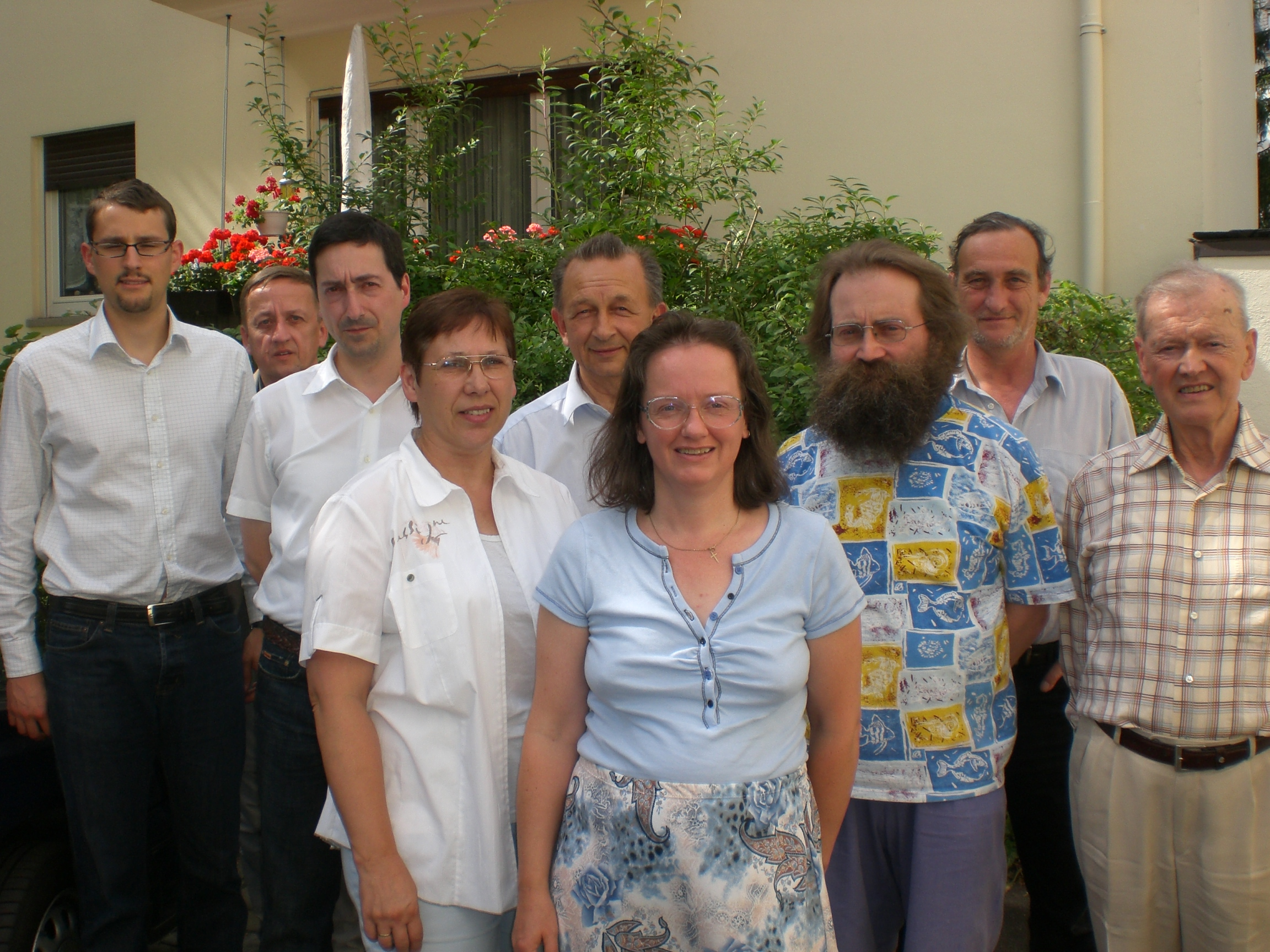
Trobada d'EDE a Wiesbaden, 2008

## Debat dintre del moviment esperantista
Mentre que la majoria de les institucions d'esperanto, com ara l'Associació Universal d'Esperanto, són políticament neutres per estatut i en la pràctica, s'ha obert un debat sobre la neutralitat d'EDE. Específicament, es tracta de la qüestió de si altres polítiques podrien relacionar-se amb l'esperanto a través d'EDE. L'escriptor esperantòfon alemany Ulrich Matthias argumenta que, guanyant suport almenys a Alemanya, EDE s'identificaria amb posicions centristes amb visió humanista, pacifista i defensora del medi ambient, i també oposada a l'"hegemonia nord-americana".
Sent l'esperanto considerat per molts esperantoparlants com un moviment mundial, hi ha qui tem que defensant la causa de l'esperanto a la UE redueixi l'esperanto a un assumpte europeu i afecti el progrés de la llengua fora d'Europa.

## Resultats electrorals
EDE presentà llistes a set dels vuit grans districtes electorals de França i aconseguí al voltant del 0,15% dels vots a les Eleccions europees del 13 de juny del 2004. La seva branca alemanya, Europa–Demokratie–Esperanto, no va aconseguir recollir les 4000 signatures necessàries per participar en les eleccions a Alemanya (la candidatura es va veure afectada per un començament tardà).
EDE va presentar llistes en les eleccions de 2009 en els vuit grans districtes electorals francesos i a Alemanya, aconseguint millorar els seus resultats.
Igual que en la eleccions al Parlament Europeu de 2009, el moviment Europe - Liberté va participar en les eleccions de 2014 en les llistes d'Europa Democràcia Esperanto. Aquest cop el partit només es va presentar a França.
| Circumscripció        | Cap de llista 2004  | Vots 2004 | % 2004 | Cap de llista 2009 | Vots 2009 | % 2009 | Cap de llista 2014    | Vots 2014 | % 2014 |
| --------------------- | ------------------- | --------- | ------ | ------------------ | --------- | ------ | --------------------- | --------- | ------ |
| Illa de França        | Georges Kersaudy    | 5.789     | 0,21%  | Elisabeth Barbay   | 3.294     | 0,12%  | Laure Patas d'Illiers | 4.531     | 0,15%  |
| Est                   | Bruno Schmitt       | 5.336     | 0,24%  | Fabien Tschudy     | 4.325     | 0,20%  | Geneviève Martin      | 4.712     | 0,19%  |
| Oest                  | Denis-Serge Clopeau | 4.926     | 0,19%  | Bert Schumann      | 4.215     | 0,17%  | Lyse Bordage          | 4.388     | 0,16%  |
| Sud-Oest              | Thierry Saladin     | 3.687     | 0,15%  | Raymond Faura      | 3.975     | 0,15%  | Monique Juy           | 4.714     | 0,16%  |
| Sud-Est               | Christian Garino    | 2.559     | 0,09%  | Christian Garino   | 4.286     | 0,15%  | Monique Arnaud        | 5.898     | 0,18%  |
| Massís Central-Centre | Jean-Paul Tonnieau  | 2.174     | 0,15%  | Farhad Daneshmand  | 2.633     | 0,20%  | Marcelle Provost      | 3.404     | 0,23%  |
| Nord-Oest             | Bertrand Hugon      | 788       | 0,03%  | Jacques Borie      | 4.680     | 0,19%  | Christine Pieters     | 5.023     | 0,18%  |
| Ultramar              |                     |           |        | Jacques Etienne    | 1.537     | 0,44%  | Monique Fillat        | 939       | 0,33%  |
| França (Total)        |                     | 25.259    | 0,15%  |                    | 28.945    | 0,17%  |                       | 33.609    | 0,18%  |
| ----                  |                     |           |        | Reinhard Selten    | 11.772    | 0,045% |                       |           |        |
| Alemanya (Total)      |                     |           |        |                    | 11.772    | 0,045% |                       |           |        |

També es va presentar en algunes circumscripcions a les eleccions legislatives franceses de 2012 amb el següent resultat
- Jérémy Bizet[6] - Onzena circumscripció de'Yvelines - 0,90 %
- Robert Baud[7] - Primera circumscripció de l'Alta Garona - 0,32 %